# クリスタル・セレニティ
クリスタル・セレニティ（Crystal Serenity）は、クリスタル・クルーズが運航しているクルーズ客船。

## 概要
クリスタル・クルーズ3隻目の、そして最大船として、2003年7月1日フランスのアトランティーク造船所で竣工。船価は3億5千万ドル。7月3日にサウサンプトンで行われた命名式にて、女優ジュリー・アンドリュースによって命名され、7月7日北欧クルーズに就航した。
客室数は548室で、全てが海側客室（アウトサイド・キャビン）であり、うち85%の465室はバルコニー付きである。日本への来航は世界一周クルーズの途中、2004年2月に広島に寄港したのが初であった。
2022年のA&Kトラベル・グループによる買収を機に大規模改修を行い、旅客定員を740名に減らしている。